# Аталиди
Династија Аталида била је хеленистичка династија која је владала Пергамом од 281. до 133. године п. н. е. Оснивачем династије може се сматрати Филетер који се осамосталио у Пергаму 281. године након погибије дијадоха Лизимаха у бици код Корупедије. Филетер се након Лизимахове смрти ослонио на Селеука, а када је и Селеук исте 281. године погинуо Филетер је дефинитивно засновао једну самосталну државу Пергам и династију која ће по његовом оцу Аталу понети назив Аталиди. Каснији Филетерови наследници постепено су проширивали државу, која ће свој врхунац доживети под краљем Аталом I који се 230. године п. н. е. после победе над Галатима прогласио за краља. Династија Аталида владала је Пергамом све до 133. године када је последњи пергамски краљ Атал III својим тестаментом целокупну територију своје државе завештао Римској републици. 

## Принцип наслеђивања
Код династије Аталида свакако се поштовало право примогенитуре где престо наслеђује најстарији владарев син. Међутим то се не може проверити на основу прва два владара с обзиром да су они усвајали своје наследнике из круга своје блиске родбине. Принцип сениората где престо наслеђује најстарији брат примењивано је у случају малолетности претедента на престо. Филетер је био евнух никада се није женио и није имао деце па је усвојио свог синовца Еумена, сина свог брата Еумена и његове жене Сатире, који га је наследио. Ни Еумен није имао деце, па га је наследио унук његовог стрица Атала, Атал I, први пергамски краљ. Примогенитура је први пут примењена када је краља Атала I наследио његов најстарији син Еумен, узевши краљевско име Еумен II. Овај принцип наслеђивања није могао бити примењен и на следећег владара, јер је син Еумена II, Атал имао свега 10 година када је његов отац умро. У овом случају примењен је резервни принцип наслеђивања, принцип сениората. Тако ће Еумена II наследити његов најстарији брат Атал, познатији као Атал II Филаделф. Тек након смрти Атала II на престо ће сести сада двадесетдвогодишњи Атал III који ће бити и последњи владар Пергамске краљевине. Атал III је био последњи званични краљ Пергамске краљевине, али не и последњи Аталид. Наиме након његове смрти и завештања његовог краљевства Риму 133. године, појавио се у Пергаму човек под именом Аристоник који је тврдио да је ванбрачни син Еумена II, тј. брат по оцу Атала III. Он се прогласио за краља и узео име Еумен III подигавши устанак против Рима. Након првих успелих борби Еумен је поражен од стране Римљана у бици код Стратоникеје 129. године п. н. е. Овим је са историјске сцене сишао и последњи представник династије Аталида, а бивша Пергамска краљевина постала је римска провинција Азија.